# Ugyen Wangchuck
Ugyen Wangchuck (1862 - 1926) foi um Marajá do Reino do Butão, reinou de 17 de Dezembro de 1907 até 26 de Agosto de 1926. Responsável pela unificação política do país e da instauração da monarquia hereditária. Foi antecedido no trono por Choley Yeshe Ngodub e foi seguido no trono pelo Marajá Jigme Wangchuck da Dinastia Wangchuck.